# Piantare baracca e burattini
Piantare baracca e burattini è un modo di dire dove il verbo "piantare" intende significare "lasciar perdere ogni cosa e non volersene più occupare" oppure, in senso specifico, «lasciar che tutto vada in malora, abbandonare all'incuria, o per malanimo o per dispetto.».Il lemma "baracca", sostituito con "banco", è attestato in associazione con i burattini nel Dizionario Tommaseo-Bellini (1865) nella locuzione «Piantare il banco e i burattini». Da qui, infine, la versione finale di "baracca" con il significato di "teatro dei burattini" (1870), il teatrino in miniatura, cioè, dove venivano manovrate le marionette o i burattini.. 

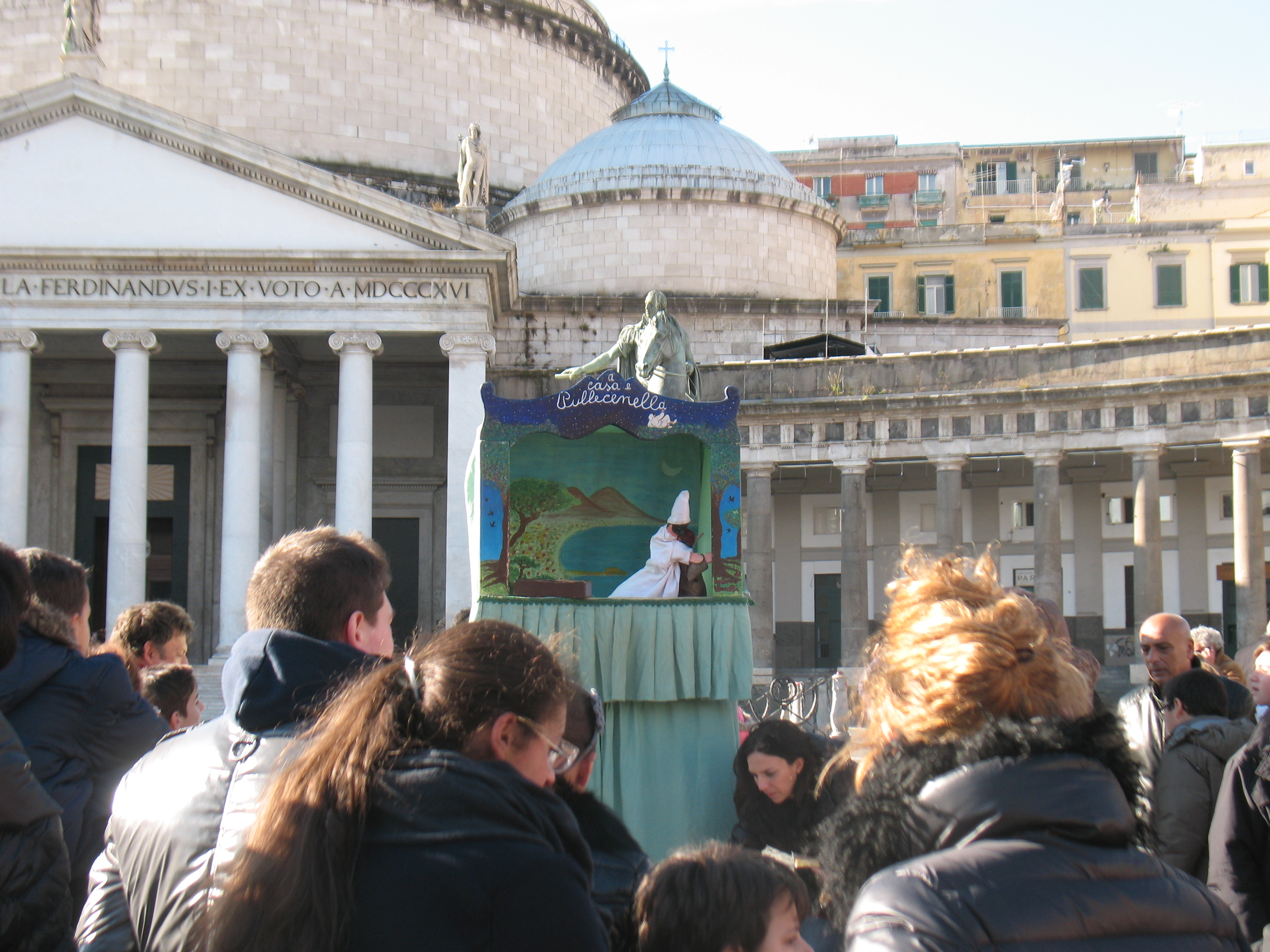
Il teatro di burattini di Roberto Vernetti a piazza del Plebiscito a Napoli

Così ad esempio in Giovanni Verga:

## Origine della locuzione
L'origine più antica della locuzione sembra sia rintracciabile nelle tradizioni del paese di San Michele in Bosco, frazione del comune di Marcaria, dove si rintraccia nel tempo passato il detto: Al paes d'la baràca in Oi,  quei ch'ha butà la baràca in la Bina d'Oi, (trad. "il paese della baracca nel fiume Oglio", "quelli che hanno buttato la baracca nella bina del fiume Oglio"). La baracca di cui si narra è proprio quella intesa come palco o teatrino da cui si esibivano i burattini ambulanti, mentre "la bina" era un tratto del fiume, fronteggiante il paese. L'aneddoto racconta che gli abitanti che assistevano a uno spettacolo itinerante di burattini, si sentissero offesi da una battuta di un burattino che ironicamente diceva Pès, pès, i m'ha dit cha sòn un làdar e un balòs cme quei ad San Michel in Bòsch (Mi hanno detto che sono un ladro e un furfante come quelli di San Michele in Bosco). Al che i popolani di S.Michele presero e buttarono nel fiume "baracca e burattini".

## Storia del significato
Gli esempi riportati nel Grande dizionario della lingua italiana di Salvatore Battaglia, provenienti dall'uso attestato nei primi decenni del XX secolo, specificavano come la locuzione venisse riferita in prevalenza a chi abbandonava poderi o proprietà immobiliari; successivamente il significato si è esteso a chi lascia di punto in bianco un'attività intrapresa o il lavoro usuale, a chi abbandona casa e affetti familiari, insomma, a chi decide sull'istante di cambiare radicalmente la propria vita.